# قراطيس
قراطيس، والمعروفة أيضًا باسم أم هارون أو أم الواثق كانت أُم ولد من أصلٍ روميّ للخليفة العباسي الثامن المعتصم بالله وأم خليفته المُستقبلي الواثق بالله.

## حياة
قراطيس كانت امرأة يونانية بيزنطية، دخلت حريم الخليفة على الأرجح في عام 811، نشأت في بيت الحريم العباسي قبل أن تُعطى محظية للأمير العباسي الشاب أبو إسحاق محمد بن هارون، والمعروف لاحقًا بإسم المعتصم بالله، ولا يُعرف ما إذا كانت قد اعتنقت الإسلام قبل دخول الحريم أم بعده. وكانت قراطيس أصغر قليلاً من المُعتصم بالله.
أنجبت قراطيس ولدين، أبو جعفر هارون (الواثق بالله مُستقبلاً) ومحمد، ولد أبو جعفر هارون في 17 أبريل 812 (تعطي مصادر مختلفة تواريخ سابقة أو متأخرة قليلاً في 811-813)، أثناء الطريق إلى مكة.
رُشح الابن الأكبر للمُعتصم وريثًا من بعده، وبعد وفاة المعتصم في 5 يناير 842، اعتلى ابنها العرش بسلاسة دون أي معارضة من إخوته، كما أصبحت قراطيس سيدة شؤون الأسرة العباسية، وبعد فترة وجيزة من خلافة الواثق، قرر قراطيس الذهاب إلى الحج.
رافق قراطيس الأخ غير الشقيق للواثق جعفر (الخليفة المستقبلي المتوكل) مع مجموعة كبيرة من الحُجاج في الطريق إلى الحج عام 842، لكنها توفيت في الطريق إلى الحيرة، في 16 أغسطس 842 (227 هـ). ودفنت بالكوفة.